# Gembo BBC
Gembo BBC is een Belgische basketbalclub uit Borgerhout die uitkomt in de Tweede klasse heren. De club speelt haar thuiswedstrijden in de Luisbekelaar.

## Geschiedenis
De club werd op 25 juni 1967 opgericht door enkele leden van het jeugdhuis SORM, onder de naam MANN BBC. Al snel promoveerde de club naar 2e provinciale en werd de naam omgevormd tot SORM BBC. In 1975 verhuisde de club naar sporthal Plantin, maar liet daarbij tal van jeugdspelers en supporters achter. In 1983 verhuisde de club opnieuw naar de Luisbekelaar en de Parkschool. Ook de naam werd opnieuw gewijzigd, ditmaal in GEMeente BOrgerhout. In 2003 werd de Parkschool verlaten en schoven alle ploegen door naar de Luisbekelaar.
Tussen 2012 en 2015 werd de club driemaal kampioen in de tweede klasse. In 2015 probeerde de club samen met Sint Jan Basket om een budget voor de eerste klasse bij elkaar te krijgen maar dit lukte niet. De volgende jaren speelde de club in de tweede klasse.

## Erelijst
- Kampioen 2de klasse: 2012, 2013, 2015[3]
- Beker van Vlaanderen: 2015[4]

## Coaches
| Jaar      | Coach               |
| --------- | ------------------- |
| -2011     | Aleksander Peldic   |
| 2011-2015 | Stefan Sappenberghs |
| 2015-2020 | Glenn De Boeck      |
| 2020-2022 | Tom Van den Bosch   |
| 2022-2025 | Christopher Pegg    |
| 2025-     | Maxim Deweerdt      |

## Bekende (oud-)spelers
| - Nick Celis - Thierry Marien - Bastiaan Van den Eynde - Domien Loubry - Killian Van den Langenbergh - Philippe Peeters - Rafael Bogaerts - Bryan De Valck - Yannick Desiron - Mattias Palinckx | - Hugo Sterk - Alhassan Barrie - Niels Foerts - Thomas Hubert - Fatlind Shoshaj |